# Birand Tunca

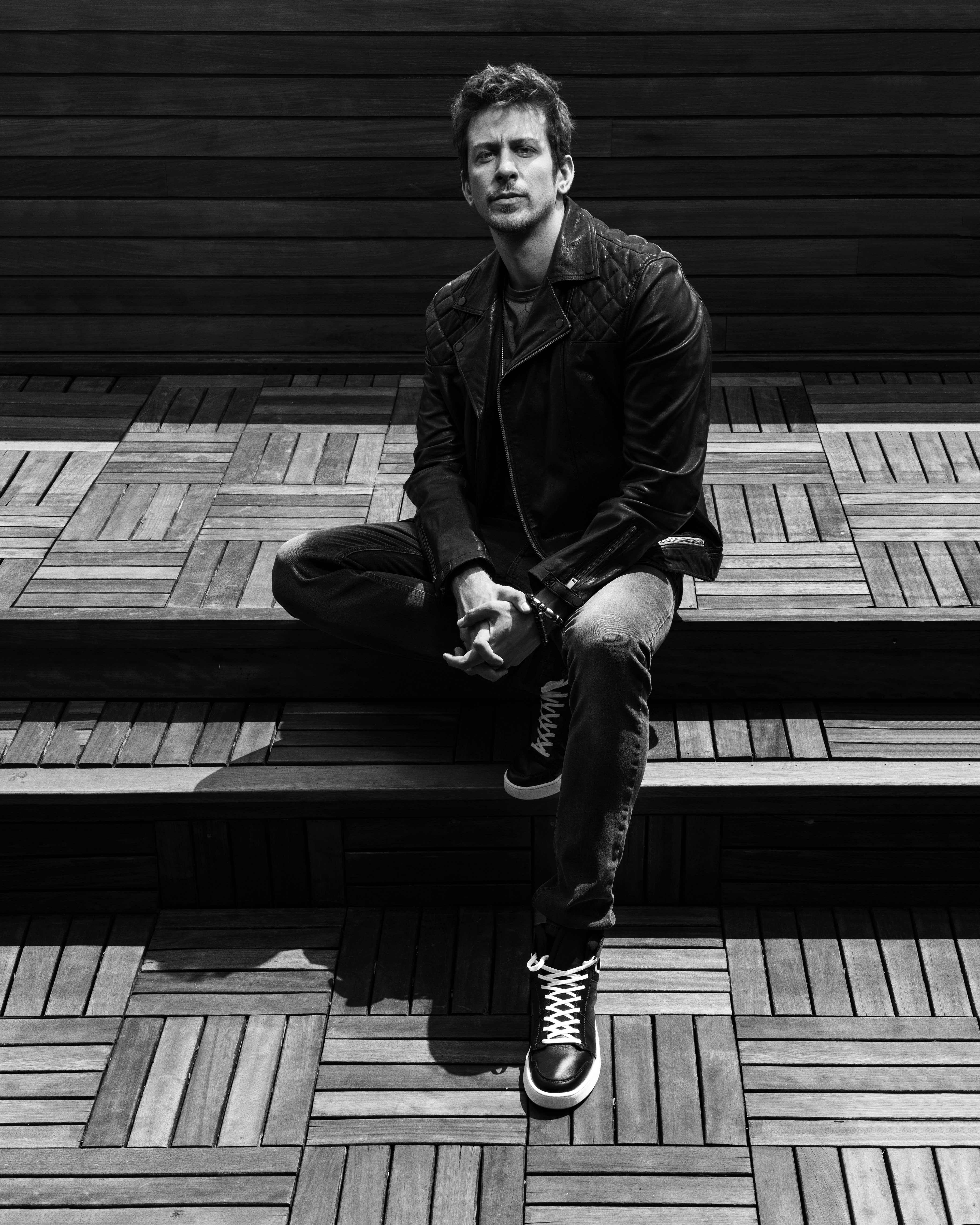
Birand Tunca

Birand Tunca (* 5. Oktober 1990 in Istanbul) ist ein türkischer Schauspieler und Model.

## Leben und Karriere
Tunca wurde am 5. Oktober 1990 in Istanbul geboren. Während seiner Schulzeit interessierte sich Tunca für die Schauspielerei und Modeln. Er studierte am Müjdat Gezen Sanat Center Conservatory. Sein Debüt gab er 2008 in Kavak Yelleri. 2014 war er in der Fernsehserie Diriliş Ertuğrul zu sehen. Außerdem wurde er 2016 für die Serie Aşk Laftan Anlamaz gecastet. Seinen Durchbruch hatte er 2018 in Erkenci Kuş.

## Filmografie
Serien
- 2008: Kavak Yelleri
- 2014: Diriliş Ertuğrul
- 2015–2016: Yunus Emre
- 2016–2017: Aşk Laftan Anlamaz
- 2018: Mehmetçik Kut'ül Amare
- 2018–2019: Erkenci Kuş
- 2021: Aşk Oluversin Gari